# かねふく
株式会社かねふく（英: Kanefuku Co.,Ltd.）は、福岡県福岡市東区に本社を置く辛子明太子の製造販売を行う企業である。

## 会社概要
社名は前身の東福水産株式会社が、東福の「福」に「┐（かね）」を付けたものを屋号として使用していた事に由来する。創業当初は蛸の加工から出発し、のちに辛子明太子の加工に進出。高品質品を丁寧に販売する経営方針で、自社製の辛子明太子を、地元九州を中心に全国へ事業展開している。
グループ会社である「東京かねふく」との2社体制を敷いていて、営業地域を以下のように分けている。
- 九州各県、広島県、島根県、山口県、沖縄県 - 本社直轄
- 四国各県、岡山県、鳥取県、兵庫県、大阪府、京都府、奈良県、和歌山県 - 本社大阪営業部（大阪市福島区）
- 北海道、東北・関東甲信越各県、静岡県 - 東京かねふく直轄
- 愛知県、岐阜県、三重県、富山県、石川県、福井県、滋賀県 - 東京かねふく名古屋営業所（めんたいパークとこなめ内）

茨城県の大洗工場が東北地方太平洋沖地震（東日本大震災）による津波の被害を受けたこともあり、リスク分散を目的として2012年12月に愛知県常滑市に常滑工場（名古屋営業所）を開設、愛知県企業庁が東北地方太平洋沖地震の被災企業に土地を3年間無償で貸し出す支援策を活用した。
葛西臨海公園付近のマンションの屋上に巨大な広告看板が設置されており、葛西臨海公園駅のホームや首都高速湾岸線を走行中の車両からも見ることができる。
2021年5月現在、JR新宿駅東口前のスタジオアルタ屋上看板に広告が掲示されている。

## めんたいパーク

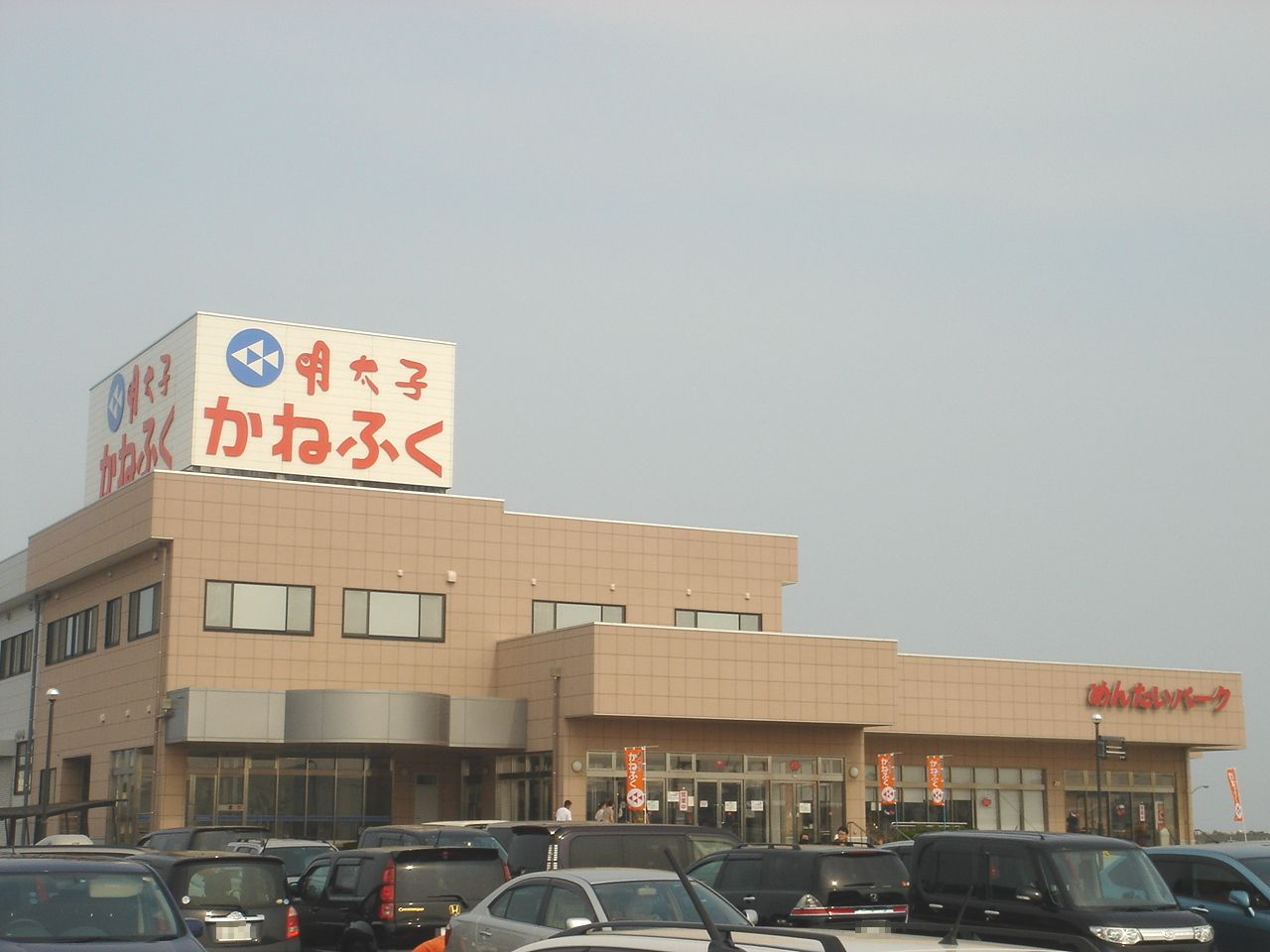
めんたいパーク大洗

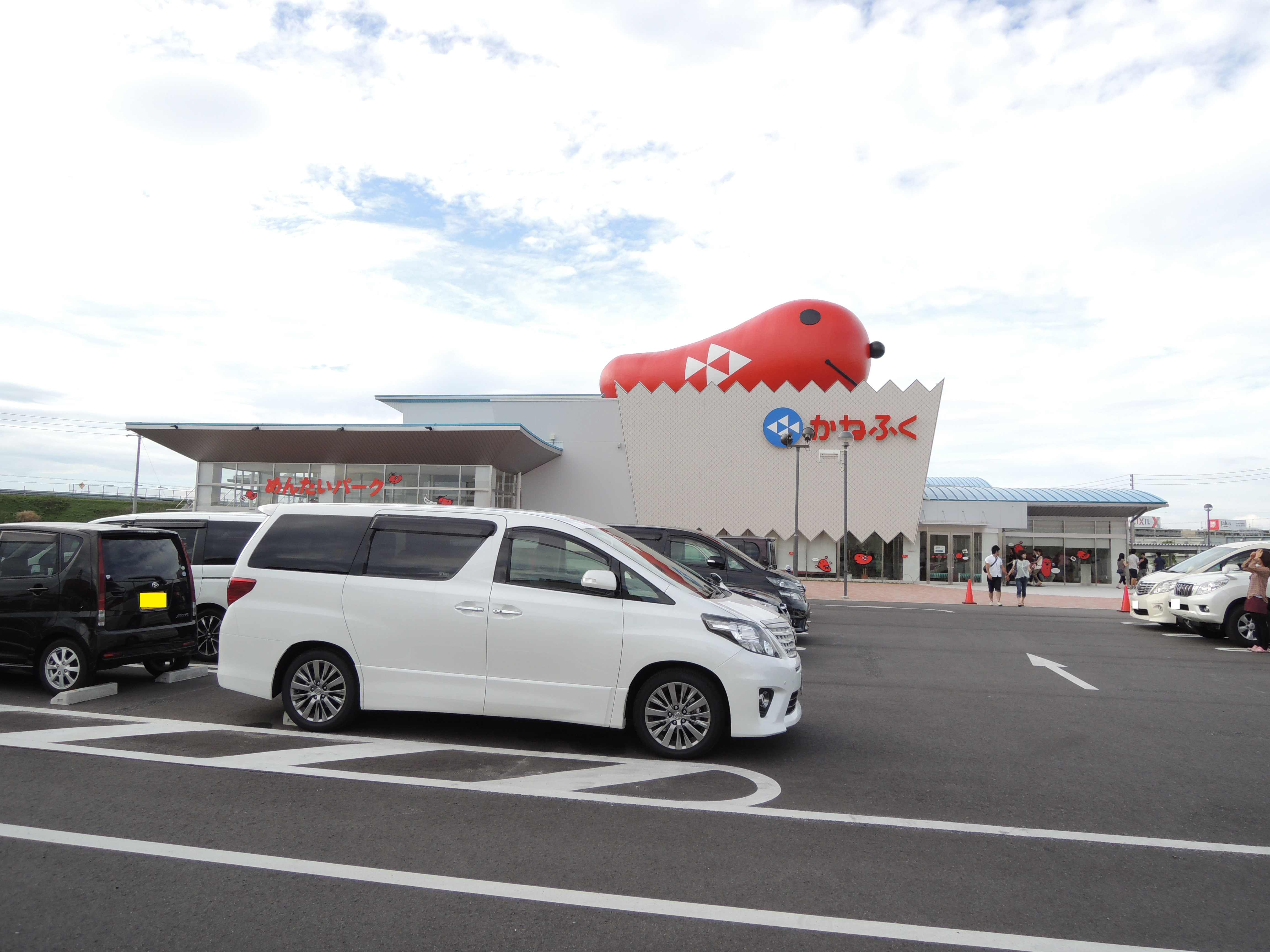
めんたいパークとこなめ

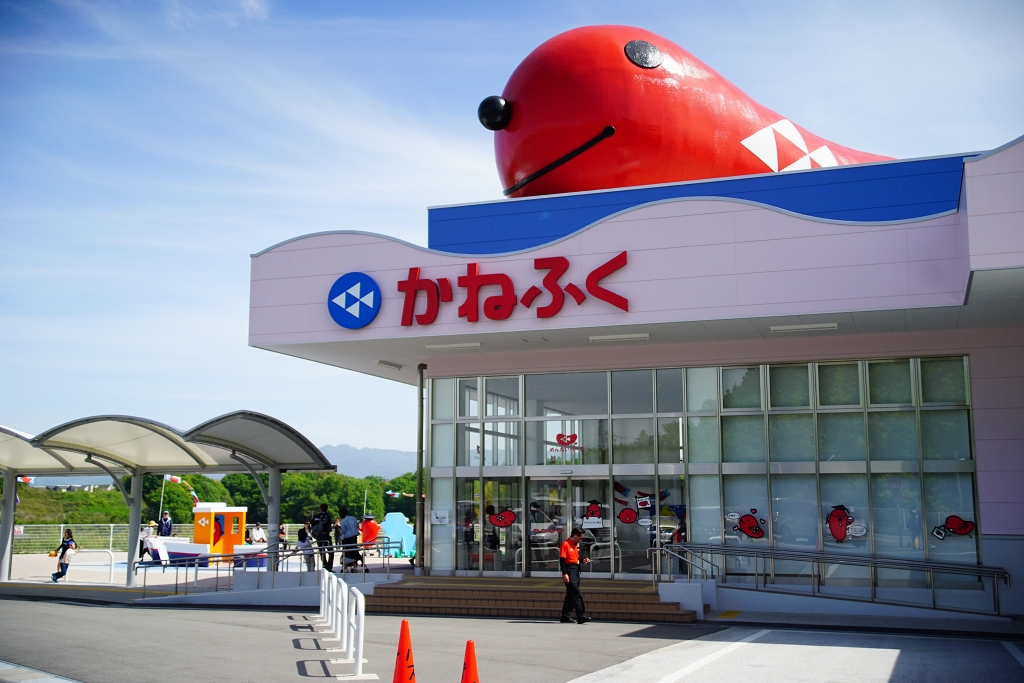
めんたいパーク神戸三田

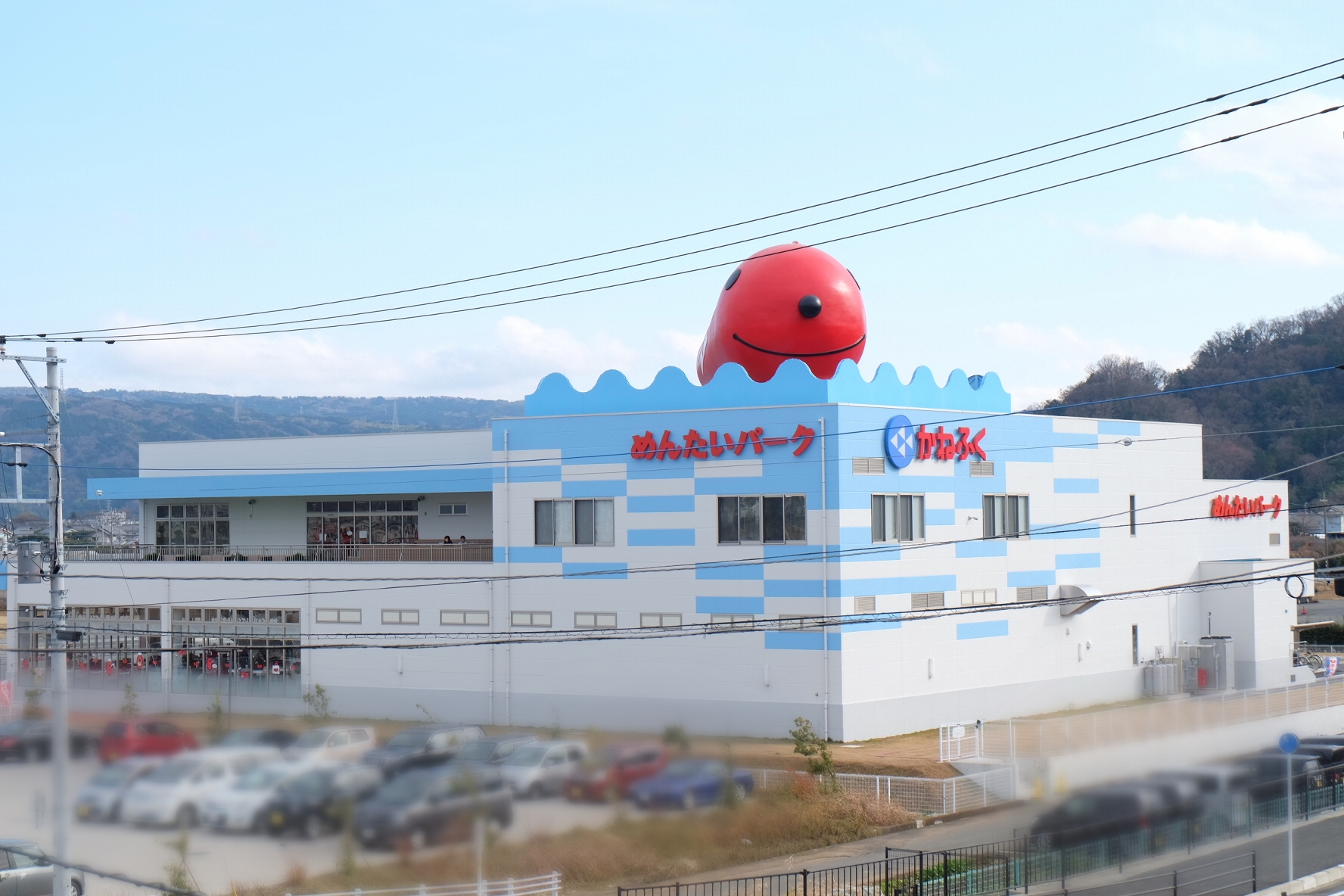
めんたいパーク伊豆

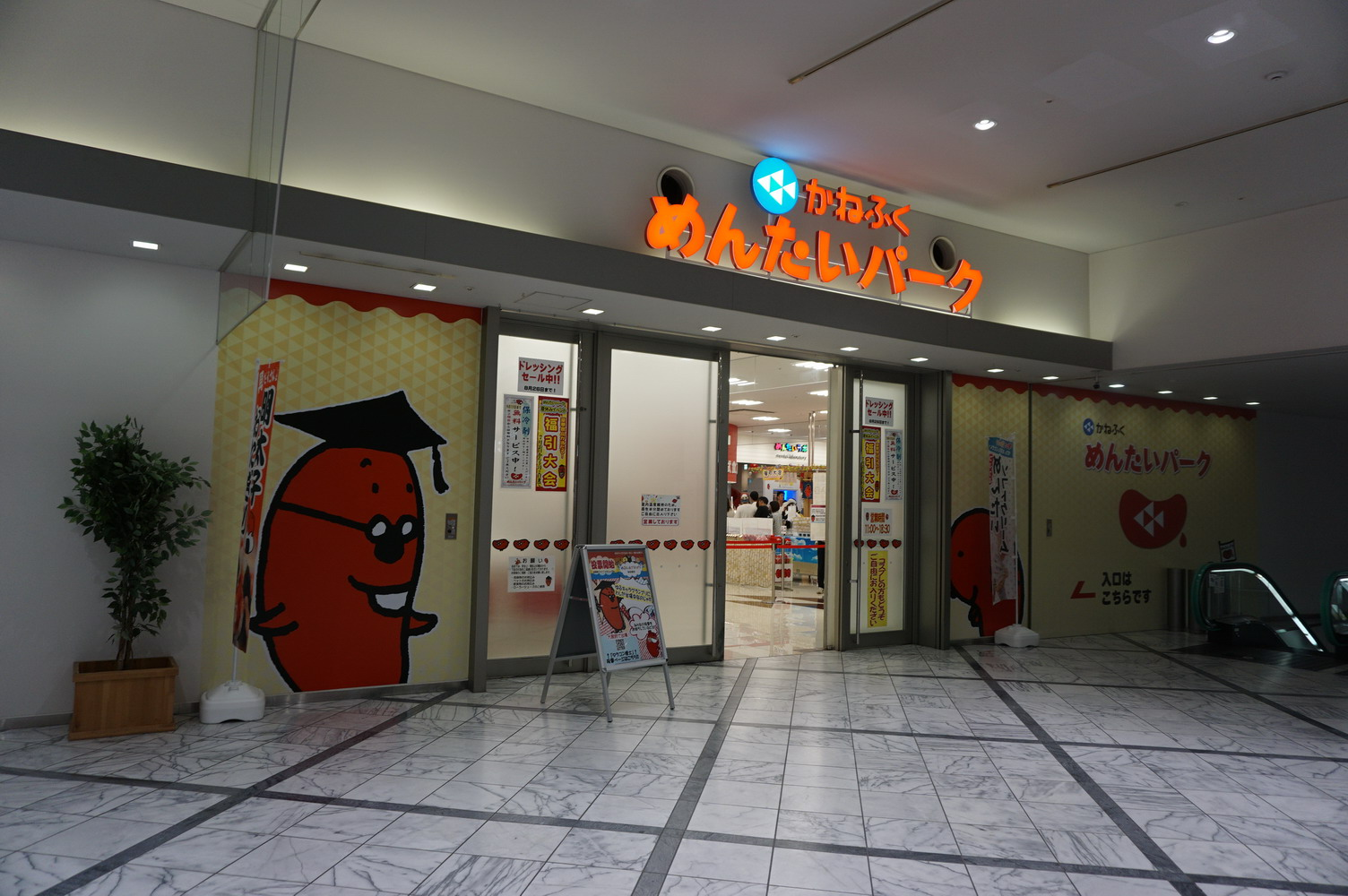
めんたいパーク大阪ATC

めんたいパークは、かねふくおよび東京かねふくが運営する明太子のテーマパーク。2022年4月現在、全国に6か所ある。
2022年4月21日、群馬県甘楽町金井に開店した群馬および大阪ATCを含み7か所目がオープン。
九州以外の地域での販路拡大と明太子の認知度向上を目指している。
いずれも工場に併設されていて、原料となるスケトウダラや明太子・たらこに関する「ギャラリー」と「直売所（試食コーナーあり）」が並び、随時工場見学も可能であるが10名以上の場合は要予約、入場無料。

### 所在地
大洗、とこなめ、伊豆、群馬は東京かねふく、神戸三田、びわ湖についてはかねふくが運営している。
めんたいパーク大洗
- 茨城県東茨城郡大洗町磯浜町8255-3（大洗港第二埠頭内）
- 2009年9月12日オープン

めんたいパークとこなめ
- 愛知県常滑市りんくう町1-25-4（中部臨空都市・コストコ中部空港倉庫店に隣接）
- 2012年12月オープン

めんたいパーク神戸三田
- 兵庫県神戸市北区赤松台1-7-1（JR・神戸電鉄三田駅、神戸電鉄フラワータウン駅から無料巡回バス）
- 2015年3月13日オープン

めんたいパーク伊豆
- 静岡県田方郡函南町塚本753-1（道の駅伊豆ゲートウェイ函南に隣接）
- 2018年12月13日オープン

めんたいパークびわ湖
- 滋賀県野洲市吉川4187（さざなみ街道沿い）
- 2021年12月10日オープン

めんたいパーク群馬
- 群馬県甘楽郡甘楽町金井676-2（上信電鉄上州新屋駅から徒歩約6分）
- 2022年4月9日プレオープン、同年4月21日グランドオープン

### 閉店したパーク
めんたいパーク大阪ATC
- 大阪市住之江区南港北2-1-10 ATCビルITM棟2階
- 2016年11月10日オープン
- 2020年5月31日閉店

## CMキャラクター
- 長山藍子
- 氷川きよし
  - 2015年より、めんたいパークのCMも担当。めんたいパーク大洗のある茨城県にはテレビ局がないため、隣接する千葉県の千葉テレビ放送で、後述のキャラクターも含め頻繁にCMが放送されている。
- タラコン博士・タラピヨ（めんたいパークのキャラクター）
  - 現在は氷川と共演の形で出演。

## スポンサー番組
- 森本毅郎・スタンバイ!（TBSラジオ、当初は7:58の天気予報、現在は「ニューススクランブル」のスポンサー）
- 佐倉綾音 論理×ロンリー（TBSラジオ）
- テレフォン人生相談（ニッポン放送、現在は水曜日と金曜日に、過去は火曜日と木曜日にスポンサーについていた。）
- かにタク言ったもん勝ち（東海ラジオ、現在は10時台の天気予報、過去は10時台の中日新聞ニュース、提供コールは「かねふく めんたいパークとこなめ」となる。）
- ドッキリ!ハッキリ!三代澤康司です（朝日放送ラジオ「みよスポ」のスポンサー、提供コールは「かねふく めんたいパーク神戸三田」となる。）
- FNN Live News days（フジテレビ）
- Live News イット!（フジテレビ）
- 朝だ!生です旅サラダ（朝日放送テレビ）